# Erich A. Kägi
Erich Albert Kägi (* 14. August 1921 in Winterthur; † 11. April 2014 in Uster) war ein Schweizer Journalist und Publizist.

## Biografie
Kägi wurde 1921 als Sohn eines Maschinentechnikers und dessen Frau in Winterthur geboren. Er besuchte bis zur Matura (Typ A) 1940 das kantonale Gymnasium seiner Heimatstadt. Danach studierte er an der Philosophischen Fakultät I der Universität Zürich und erwarb 1948 ein Diplom für das höhere Lehramt für Geschichte und Geographie. 1950 wurde er mit der Dissertation Der Finanzhaushalt des Kantons Zürich in der Regenerationszeit unter besonderer Berücksichtigung der Finanzreform von 1831 bis 1837 zum Dr. phil. promoviert. Die Arbeit wurde 1954 in die durch Marcel Beck und Max Silberschmidt herausgegebene Reihe Wirtschaft, Gesellschaft, Staat aufgenommen und positiv besprochen. Bereits 1948 trat er als Volontär in die Inlandredaktion der Neuen Zürcher Zeitung ein. 1949 wurde er Hilfsredaktor, von 1956 bis 1986 war er Redaktor ebendort. Seine Schwerpunkte waren Wehr- und Bildungspolitik sowie Zeitfragen. Kägis Nachfolge trat Bruno Lezzi an.
Er war Milizoffizier der Infanterie, zeitweise eingeteilt im Armeestab. Er veröffentlichte auch in der Allgemeinen Schweizerischen Militärzeitschrift. Ferner gehörte er dem Militärausschuss der FDP Schweiz und der Schweizerischen UNESCO-Kommission an.
Kägi war verwitwet, zuletzt wohnhaft gewesen in Stäfa am Zürichsee, wo er Mitglied der Evangelisch-reformierten Kirchgemeinde war.

## Schriften (Auswahl)
- Der Finanzhaushalt des Kantons Zürich in der Regenerationszeit (= Wirtschaft, Gesellschaft, Staat. Zürcher Studien zur allgemeinen Geschichte. Bd. 11). Europa-Verlag, Zürich 1954.
- mit Kurt Müller (Hrsg.): Zeitgeist und Freiheit. Beiträge zur geistigen Situation der Gegenwart (= NZZ-Schriften zur Zeit. 46). Verlag Neue Zürcher Zeitung, Zürich 1982.
- Demokratie durchleuchtet. Analysen, Diagnosen, Therapien. Verlag Neue Zürcher Zeitung, Zürich 1984, ISBN 3-85823-105-3.
- Wie hoch ist der Eintrittspreis? Schweizer Landesverteidigung heute und morgen. Verlag Neue Zürcher Zeitung, Zürich 1985, ISBN 3-85823-130-4.
- Experimente mit der Bildung. Wege und Holzwege einer Reform. Verlag Neue Zürcher Zeitung, Zürich 1986, ISBN 3-85823-154-1.